# Mézga család
Mézga család (cz. Rodina Smolíkova, słow. Miazgovci) – węgierski animowany serial telewizyjny oraz fikcyjna rodzina występująca w trzech jego seriach. Cykl w humorystycznym duchu opowiada o rodzinie utrzymującej kontakty z potomkami z odległej przyszłości, w kolejnych seriach o przygodach kosmicznych i barwnych podróżach tejże rodziny.
Był jednym z nielicznych seriali telewizyjnych z krajów byłego bloku socjalistycznego, w których wprowadzono elementy science fiction. Zyskał szeroką popularność za granicą, m.in. w Czechosłowacji, i doczekał się statusu kultowego.
Na cykl składają się trzy serie – pierwsza z 1969 r., druga z 1972 r. i trzecia z 1978 r. Każda z nich obejmuje 13 odcinków, a poszczególne odcinki trwają od 22 do 25 minut. W 2005 r. powstały plany stworzenia kontynuacji cyklu, jednakże kryzys gospodarczy uniemożliwił jej nagranie. 
Za scenariusz serialu odpowiadali József Nepp i József Romhányi. Nepp, znany z pracy nad serialem Gustaw, zajmował się także reżyserią.